# Барска кокица
Барска кокица или журка (лат. Gallinula chloropus, рус. Камышница) је врста птице из породице барских кока (лат. Rallidae). Насељава велики део Старог света. Настањује мочваре са богатом приобалном вегетацијом, баре, рибњаке и слична водена станишта. Није присутна на половима и многим тропским шумама.
Блиско сродну врсту Gallinula galeata из Новог света, данас као посебну врсту признаје већина орнитолошких организација, почевши од Америчке Орнитолошке Уније и Међународне Орнитолошке Уније.

## Опис
Перје барске кокице је црне и тамносмеђе боје, са изузетком доње стране репа које је беле боје и неколико белих пера на крилима у пределу лакта, ноге су жуте, на челу има плочицу (лису) црвене боје, а кљун сем врха је црвене, док је врх кљуна жуте боје.
Млади птићи немају црвену лису на челу. Код одраслих, врх лисе је при врху заобљен, по чему се барска кокица разликује од сродне врсте Gallinula galeata из Новог света, којој је врх лисе четвртастог облика.
Барска кокица је птица средње величине, достиже дужину од 30 - 38 cm и распон крила од 50 - 62 cm. Одрасле јединке достижу тежину од 192 - 500 g.
Барска кокица се оглашава на различите начине, обично је тиха, али у случају опасности производи гласан и оштар звук којим упозорава остале птице.

## Станиште
Насељава водена станишта са стајаћом и споротекућом водом, као што су мочваре, баре, рибњаци, канали, језера богата вегетацијом и сл. Има је чак и у градским парковима. У областима где се током зиме вода замрзава, као што је Источна Европа, она је селица.

## Понашање

### Исхрана
Храни се разним врстама воденог биља, као и малим воденим организмима. Храни се поред воде или у самој води, понекад док хода по листовима локвања или тако што до пола зарања под воду да би допрла до хране (глава је под водом, а реп на површини). Обично су тајанствене птице, али у неким областима могу деловати питомије. Упркос губитку станишта на делу ареала, врста је и даље бројна и раширена.

### Размножавање
Током сезоне парења територијална је врста. Гнездо гради на тлу у густој вегетацији. У областима са умереном климом на северној хемисфери, лежење почиње у пролеће, између средине марта и средине маја. Женка обично полаже 8 јаја на почетку сезоне; а легла која су касније положена имају 5–8 или чак мање јаја. Напуштена гнезда понекад користе друге женке. Инкубација траје око три недеље. Оба родитеља леже на јајима и хране птиће. Птићи се излежу после 40–50 дана, а неколико недеља након излегања, постају самостални, полно зрели постају већ следеће сезоне. Када су угрожени, птићи се пењу на леђа одраслих, након чега одрасла птица носећи младунце на леђима одлеће на сигурно.

## Галерија
- Одрасла птица храни птића